# Georg Adam Löffler
Georg Adam Löffler (* 17. März 1783 in Sprendlingen; † 2. April 1843 ebenda) war ein hessischer Wirt und Politiker und liberaler Abgeordneter der 2. Kammer der Landstände des Großherzogtums Hessen.
Georg Adam Löffler war der Sohn des Gastwirts Georg Adam Löffler und dessen Ehefrau Maria Barbara, geborene Lenhardt. Löffler, der evangelischen Glaubens war, war Ökonom und Traubenwirt in Sprendlingen und heiratete Anna Klara geborene Eckhardt.
Von 1834 bis 1841 gehörte er der Zweiten Kammer der Landstände an. Er wurde für den Wahlbezirk Starkenburg 1/Heusenstamm gewählt.